# Edoneus
Edoneus (лат.) — род креветок из семейства Atyidae инфраотряда Caridea. Известно 4 вида.

## Распространение
Представлены в подземных водах Юго-Восточной Азии: известны из пещер на острове Лусон, Филиппины.

## Описание
Мелкие креветки, длина 3—5 мм. Карапакс без надглазничных или каких-либо других шипов, птеригостомический край широко закруглен. Тельсон с невыступающими заднебоковыми углами. Переоподы без экзоподов, 2-я пара с карпусом не заметно выемчатая, в длину в 5 раз больше ширины. Глаза либо уменьшенные, либо полностью развитые.

## Классификация
Известно 4 вида. Род был впервые выделен в 1978 году нидерландским карцинологом Липке Холтхёйсом (1921—2008).
- Edoneus atheatus Holthuis, 1978
- Edoneus erwini Cai & Husana, 2009[5]
- Edoneus marulas Cai & Husana, 2009
- Edoneus sketi Cai & Husana, 2009

## Охраняемый статус
Все виды рода внесены в Красный список угрожаемых видов МСОП (The IUCN Red List of Threatened Species; «Международная Красная книга») как исчезающие и уязвимые.
 Edoneus atheatus
 Edoneus erwini
 Edoneus marulas
 Edoneus sketi